# Glyphotriclis impulvinatus
Glyphotriclis impulvinatus là một loài ruồi trong họ Asilidae. Glyphotriclis impulvinatus được Oldroyd miêu tả năm 1958. Loài này phân bố ở vùng Cổ Bắc giới và châu Á.